# Bock (Dudelsack)

Dudelsäcke von Johann Ziederer um 1950 (links) und 1930 (rechts)

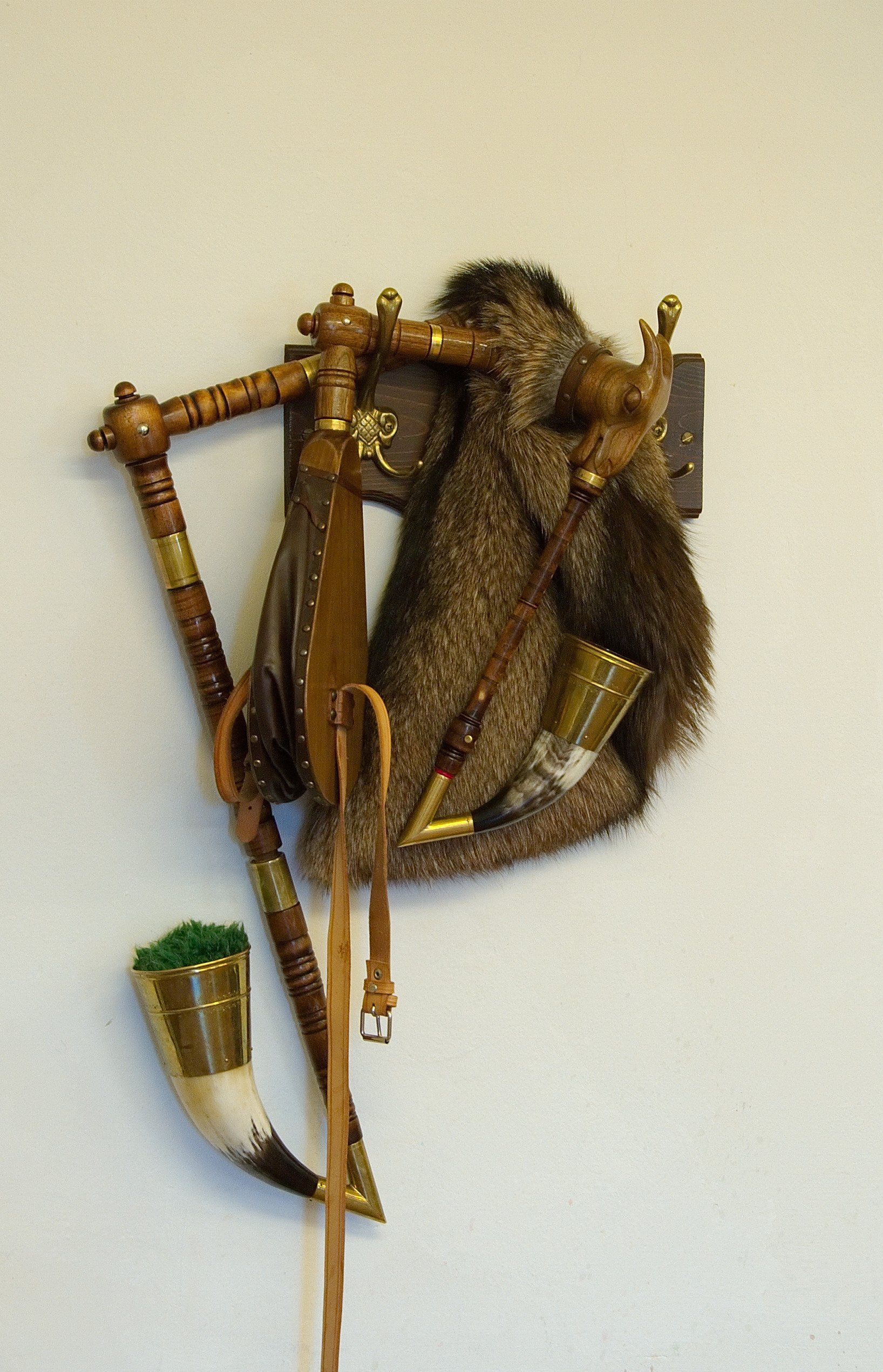
Böhmischer Bock

Der Bock ist eine Form der Sackpfeife, die bis ins 19. Jahrhundert in Teilen Mitteleuropas verbreitet war und heute hauptsächlich in Tschechien gespielt wird. Die Luftzufuhr erfolgt heute im Allgemeinen mittels Blasebalg.

## Beschreibung
Der Bock hat meistens einen Bordun zwei Oktaven unter dem Grundton. Der einzeln ausgeführte Bordun und die Melodiepfeife haben eine zylindrische Bohrung und ein einfaches Rohrblatt zur Tonerzeugung. Meistens ist der Luftsack aus Fell gefertigt oder mit einem solchen bezogen, die Windkapsel der Melodiepfeife in Form eines Ziegenbockkopfes ausgeführt. Die Luftzufuhr erfolgt heute im Allgemeinen mittels Blasebalg, was den Vorzug hat, dass vom Spieler gleichzeitig gesungen werden kann. Mundgeblasene Böcke wurden in Böhmen und dem benachbarten Egerland aber noch bis ins zwanzigste Jahrhundert gespielt. 
An den Enden der Pfeifen sind meistens aufwärts gerichtete Stürzen aus Horn und Messing angebracht. Die Melodiepfeife ist traditionell diatonisch und hat einen Tonumfang von der Quinte unter dem Grundton bis zur Sexte darüber, die Sexte unter dem Leitton fehlt meistens, außer bei den sorbischen und verwandten westpolnischen Böcken; es wird traditionell immer in Dur gespielt. Die Bordunpfeife ist beim böhmischen Bock über eine rechtwinklige Verbindung am Luftsack befestigt, sie ragt somit über die Schulter des Spielers abwärts. Beim egerländischen Bock hängt die Bordunpfeife gerade vor dem Spieler herab oder kann im Sitzen auf dessen Beine gelegt werden. 

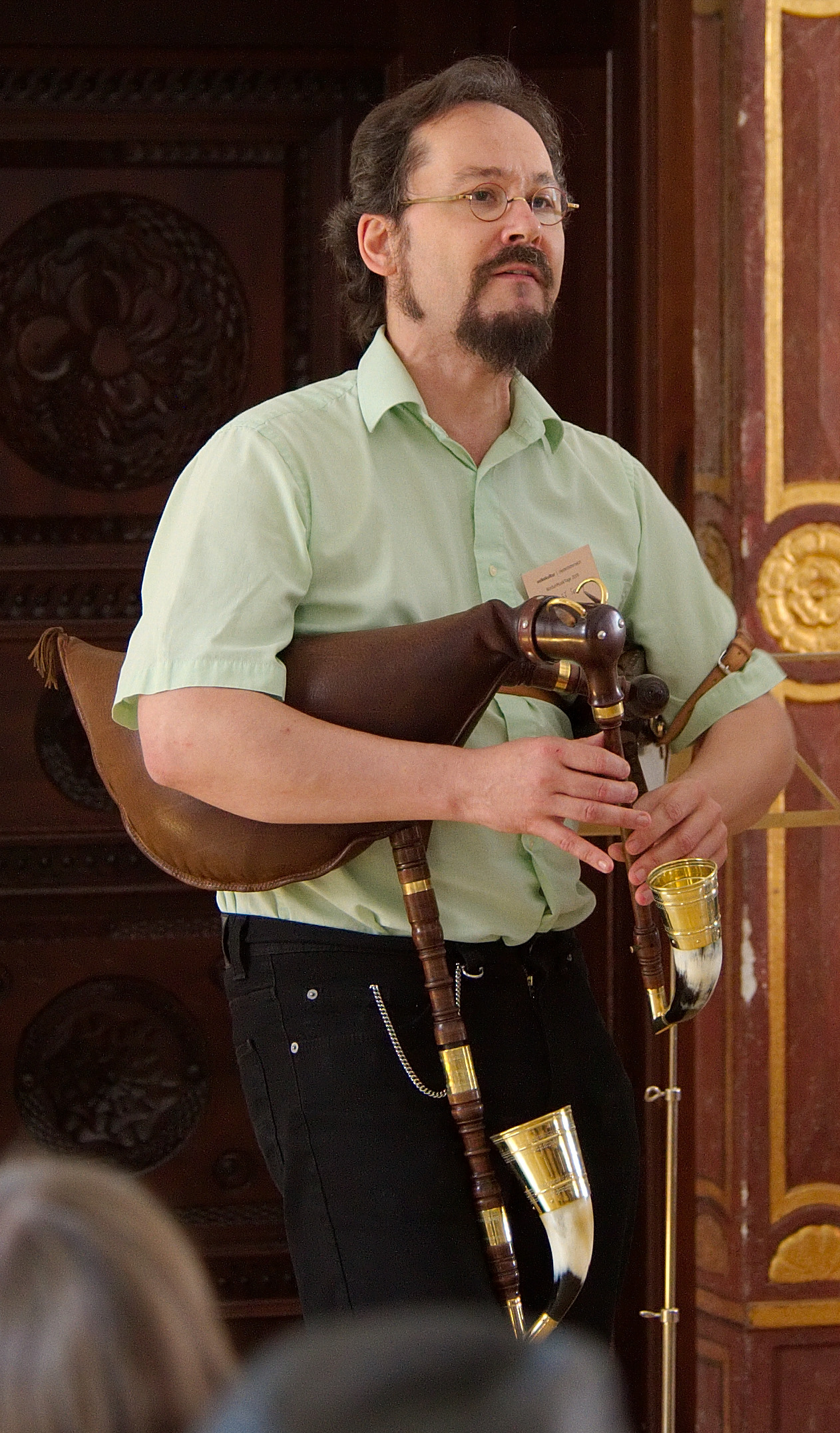
Tomáš Spurný mit einem Egerländer Bock

Übliche Stimmungen sind heute in Böhmen Es, in Bayern, Österreich und dem Sorbenland F, in Mähren G und D. Meistens sind bei den Instrumenten in egerländischer Bauform hohe Stimmungen von B bis hoch Es anzutreffen. Der Bordun weist beim böhmischen Bock ab der Stimmung F und tiefer normalerweise einen Rohrverkürzer auf.

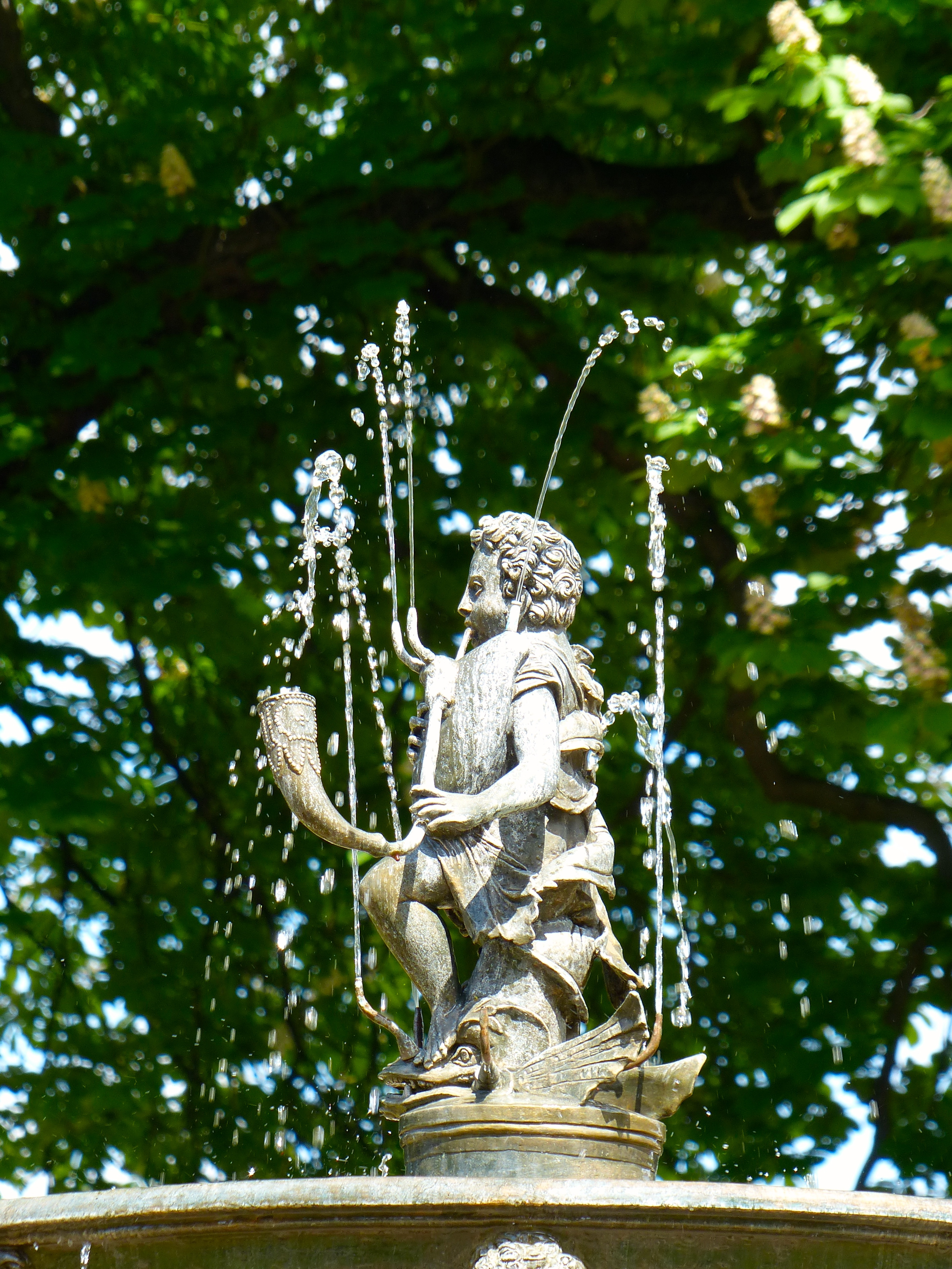
Dudelsackspieler auf dem Singenden Brunnen in Prag

## Geschichte
Der zwischen 1564 und 1568 gegossene kleine bronzene Dudelsackspieler, der den Singenden Brunnen in Prag ziert, spielt einen Bock, der heutigen Instrumenten erstaunlich gleicht. Bis Anfang des 19. Jahrhunderts war der Bock als Volksinstrument in Böhmen verbreitet und existierte in ähnlicher Form im gesamten süddeutschen Raum einschließlich Österreichs und den im Osten angrenzenden Gebieten. Zu Anfang des 20. Jahrhunderts war er nahezu ausgestorben. Das Südböhmische Folklorefestival (1955–1961) und das internationale Dudelsackfestival in Strakonice (seit 1967) führten zu einer Wiederbelebung des Instruments in Böhmen. Auch in Süddeutschland und Österreich findet der Bock in der Volksmusik inzwischen wieder seinen Platz.

## Verbreitung

Böcke um 1800

Der Bock war bis ins 19. Jahrhundert in Teilen Mitteleuropas verbreitet und wird heute hauptsächlich in Tschechien gespielt, besonders in Westböhmen, wo er pukl genannt wird. Die letzte von Deutschsprachigen getragene Dudelsackkultur hielt sich bis in die späten 1990er in der böhmischen Auswanderergemeinde Puhoi in Neuseeland und wird heute von englischsprachigen Neuseeländern weitergetragen. Im Zuge einer Wiederbelebung des Instrumentes gibt es heute auch wieder zahlreiche Spieler in Bayern und Österreich. 
Ähnliche Sackpfeifenformen gibt es in der Slowakei, Polen, Ungarn, Kroatien und bei den Sorben in der Lausitz.
Das tschechische Wort für „Dudelsack“ ist dudy (f. pl.; Altkirchenslawisch dud- „blasen“), von dem sich das deutsche Wort Dudelsack ableitet. Bereits Michael Praetorius führt in seiner Syntagma musicum eine als Großer Bock bezeichnete Sackpfeife auf, die mit den charakteristischen Hörnern ausgestattet ist. Die Bezeichnung Bock steht in einer Reihe mit anderssprachigen Bezeichnungen für Sackpfeifenformen in Europa, die alle auf die Wortbedeutung Ziege oder ähnlich weisen: Koza und Kozioł in Polen, Gaita in Nordspanien, Cabrette und Chabrette in Frankreich. Dies ist darauf zurückzuführen, dass auch heute noch der Luftsack meistens aus dem Balg (also der abgezogenen Haut mit Fell) einer Ziege gemacht wird oder mit einem Ziegenfell überzogen ist. Ein weiteres beliebtes Material dafür war und ist Hundefell.